# Мікі Маус і сироти
Мікі Маус і сироти (англ. Mickey's Orphans) — американський короткометражний комедійний мультфільм режисера Берта Джиллетта 1931 року.

## Сюжет
В переддень Різдва сімейству Мікі і Мінні Маусів хтось приносить під двері кошик з кошенятами… Їх виявляється так багато, що вони заполоняють будинок та завдають чимало клопоту його мешканцям. Але це не біда, адже завжди є вірний пес Плуто, готовий прийти на допомогу!

## Озвучка
- Волт Дісней — Мікі Маус
- Марселліт Гарнер — Мінні Маус